# Theodor Wildeman
Theodor Wildeman (* 17. Oktober 1885 in Bonn; † 25. Juni 1962 ebenda) war ein deutscher Architekt, preußischer Baubeamter und Denkmalpfleger.

## Leben
Wildeman studierte zwischen 1906 und 1910 Architektur an der Technischen Hochschule Darmstadt, u. a. bei Heinrich Walbe. Nach seinem Studium blieb Wildeman zunächst als Assistent bei Walbe an der Hochschule, bis er 1914 vom Bonner Provinzialkonservator Edmund Renard in die Denkmalpflege der Rheinprovinz berufen wurde. Während des Ersten Weltkriegs leistete er Kriegsdienst. Nach dem Krieg setzte er seine Tätigkeit in der Denkmalpflege fort und wurde 1921 zum Landesbaumeister und stellvertretenden Provinzialkonservator befördert. 1929 schloss sich eine weitere Beförderung zum Provinzialbaurat an. Während der letzten Jahre des Zweiten Weltkriegs, als der Provinzialkonservator Franz Graf Wolff-Metternich Kriegsdienst in Frankreich leistete, organisierte Wildeman den Schutz der rheinischen Kulturdenkmäler und die sichere Einlagerung des beweglichen Kulturguts. 1950 erfolgte die Ernennung zum Landesoberbaurat. 1951 wurde Wildeman in den Ruhestand versetzt.

## Bauten (Auswahl)
- ab 9. Juni 1924: Erweiterung der St.-Anna-Kapelle Bachem
- 1926: Königswinter, Einkehrhaus Waidmannsruh

## Veröffentlichungen (Auswahl)
- Die Instandsetzung von Fachwerkbauten. Ihre Freilegung und farbige Behandlung. Auffassungen, Wege und Ziele. In: Jahrbuch der Rheinischen Denkmalpflege. Band 7. Rheinland Verlag, Köln 1931, S. 63–68.
- Der rheinische Fachwerkbau. In: Rheinisches Land, Zeitschrift für ländliche Wohlfahrt- und Heimatpflege in den Rheinlanden. 12. Jahrgang 1932, S. 24–35.
- Gehöft und Bauernhausformen in der Eifel. In: Rheinische Heimatpflege. 7. Jahrgang 1935, S. 202–223.
- Rheinische Wasserburgen und wasserumwehrte Schlossbauten. Schroeder, Köln 1937.
- Die Burg am Niederrhein und ihre Beziehungen zum deutschen und italienischen Burgenbau. In: Die Heimat, Krefelder Jahrbuch, Zeitschrift für niederrheinische Kultur- und Heimatpflege.  17. Jahrgang 1938, S. 227–250.
- Mühlenteiche. In: Rheinische Heimatpflege. 12. Jahrgang, Köln 1940, S. 74–78.
- Reichsministerium für Luftfahrt und vom Reichsministerium für Wissenschaft, Erziehung und Volksbildung (Hrsg.): Die Bergung beweglicher Kunstschätze im Rheinland und ihre laufende Betreuung. Berlin 1942, S. 39–50.
- Bedburg an der Erft. (= Rheinische Kunststätten, Band 13.) Rheinischer Verein für Denkmalpflege und Landschaftsschutz, Neuss 1957.

## Auszeichnungen
- 1953: Verdienstorden der Bundesrepublik Deutschland